# Região Geográfica Imediata de Ariquemes

Localização da Região Imediata de Ariquemes em Rondônia.

A Região Geográfica Imediata de Ariquemes é uma das 6 regiões imediatas do estado brasileiro de Rondônia, uma das 3 regiões imediatas que compõem a Região Geográfica Intermediária de Porto Velho e uma das 509 regiões imediatas no Brasil, criadas pelo IBGE em 2017. É composta de 8 municípios.

## Municípios[3]
- Ariquemes
- Alto Paraíso
- Buritis
- Cacaulândia
- Campo Novo de Rondônia
- Cujubim
- Monte Negro
- Rio Crespo